# Паульми Паульмасон
Паульми Равн Паульмасон (исл. Pálmi Rafn Pálmason; род. 9 ноября 1984 года в Хусавик, Исландия) — исландский футболист, полузащитник клуба «Рейкьявик».

## Клубная карьера
Во взрослом футболе дебютировал 2000 году выступлениями за команду клуба «Вёльсюнгюр», в которой провел три сезона, приняв участие в 43 матчах чемпионата и помог команде выйти с четвертого до третьего дивизиона Исландии.
Своей игрой за эту команду привлек внимание представителей тренерского штаба клуба «Акюрейри», к составу которого присоединился в начале 2003 года. Отыграл за клуб следующие три сезона своей игровой карьеры, причем последний из них — во втором дивизионе, куда команда неожиданно вылетела и в первый сезон не смогла вернуться.
В начале 2006 года заключил контракт с клубом «Валюр», в составе которого провел следующие два с половиной года своей карьеры игрока. Тренерский штаб клуба также рассматривал его как «основного» игрока. В новом клубе был среди лучших голкиперов, отличаясь забитым голом в среднем по меньшей мере в каждой третьей игре чемпионата и помог клубу в 2007 году стать чемпионом Исландии.
С лета 2008 года три с половиной сезона защищал цвета норвежского «Стабека» и выиграл с ним национальный чемпионат в 2008 году и Суперкубок в 2009.
С начала 2012 года три сезона защищал цвета клуба «Лиллестрём». Тренерским штабом клуба также рассматривался как игрок «основы».
В состав клуба «КР Рейкьявик» присоединился в начале 2015 года. С тех пор успел отыграть за рейкьявикскую команду 41 матч в национальном чемпионате.

## Карьера в сборной
В 2001 году дебютировал в составе юношеской сборной Исландии, принял участие в 6 играх на юношеском уровне.
В течение 2004—2006 годов привлекался в состав молодежной сборной Исландии. На молодежном уровне сыграл в 10 официальных матчах, забил 1 гол.
2 февраля 2008 года дебютировал в официальных матчах в составе национальной сборной Исландии в товарищеском матче против сборной Беларуси (0:2). Всего провел в форме главной команды страны 18 матчей.